# Główny Instytut Pracy
Główny Instytut Pracy – jednostka organizacyjna Ministra Przemysłu i Handlu istniejąca w latach 1948–1952, mająca na celu prowadzenia prac naukowo-badawczych w zakresie organizacji pracy.

## Powołanie Instytutu
Na podstawie zarządzenie Ministra Przemysłu i Handlu z 1948 r. w sprawie utworzenia Głównego Instytutu Pracy ustanowiono Instytut. Powołanie Instytutu pozostawało w związku z dekretem z 1948 r. o tworzeniu głównych instytutów naukowo-badawczych przemysłu.

## Zadania Instytutu
Na podstawie zarządzenie Przewodniczącego Państwowej Komisji Planowania Gospodarczego z 1949 r. w sprawie nadania statutu Głównemu Instytutowi Pracy zadaniem Instytutu było prowadzenie prac naukowo-badawczych, mających na celu rozwój produkcji przemysłowej przez ustalenie i stosowania najbardziej właściwych metod zmierzających do osiągnięcia najwyższej sprawności pracy ludzkiej, a w szczególności):
- organizowanie i prowadzenie prac naukowo-badawczych dla utworzenia podstawa zarówno teoretycznych, jak i praktycznych dla nowych metod wytwarzania i organizacji pracy,
- śledzenie postępu technicznego i naukowego oraz udoskonalania i usprawniania metod pracy już stosowanych w przemyśle,
- inicjowania nowych metod organizacyjnych i współpracy przy ich wprowadzaniu w przemyśle,
- przeprowadzaniu ekspertyz, zleconych prac technicznych i naukowo-badawczych,
- przysposabianie kadr specjalistów w zakresie organizacji pracy według wytycznych właściwych władz,
- współpraca ze szkołami wyższymi, innymi instytucjami i osobami i powierzania im do opracowania specjalnych zagadnień w obrębie ich własnych pracowni lub instytutów,
- współdziałanie w pracach zbiorczych, organizowanych przez inne instytuty, pracownie szkół wyższych i innych ośrodków badawczych w celu rozwiązania bardziej złożonych zagadnień,
- nawiązywanie i utrzymywanie łączności z odpowiednimi instytucjami i organizacjami zagranicą,
- prowadzenie dokumentacji i informacji naukowej i naukowo-technicznej;
- współudział w pracach normalizacyjnych,
- opracowywania i wydawania książek, czasopism, biuletynów, sprawozdań, instrukcji i druków,
- organizowania i prowadzenie konferencji i zjazdów naukowych, kursów, wykładów i odczytów.

## Władze Instytutu
Zwierzchni nadzór nad Instytutem sprawował Przewodniczący Państwowej Komisji Planowania Gospodarczego.
Władzami Instytutu byli: Dyrektor i Rada Naukowa.

## Zniesienie Instytutu
Na podstawie uchwały Rady Ministrów z 1952 r. w sprawie przekształcenia Głównego Instytutu Pracy w Instytut Ekonomiki i Organizacji Przemysłu oraz nadania mu statutu przekształcono Instytut.